# Gunting (Sukorejo)
Gunting is een bestuurslaag in het regentschap Pasuruan van de provincie Oost-Java, Indonesië. Gunting telt 4820 inwoners (volkstelling 2010).